# Staatliche Antikensammlungen
El Staatliche Antikensammlungen (en alemán: [ˈʃtaːtlɪçə anˈtiːkənˌzamlʊŋən], Colecciones estatales de antigüedades) es un museo en Kunstareal de Múnich que contiene las colecciones de antigüedades de Baviera, Grecia, Etruria y Roma, aunque la colección de esculturas se encuentra en el Gliptoteca de Múnich opuesta y las obras creadas en Baviera están en exhibición en un museo separado. El antiguo Egipto también tiene su propio museo.